# Saint-Martin-sous-Vigouroux
Saint-Martin-sous-Vigouroux – miejscowość i gmina we Francji, w regionie Owernia-Rodan-Alpy, w departamencie Cantal.
Według danych na rok 1990 gminę zamieszkiwało 357 osób, a gęstość zaludnienia wynosiła 19 osób/km² (wśród 1310 gmin Owernii Saint-Martin-sous-Vigouroux plasuje się na 502. miejscu pod względem liczby ludności, natomiast pod względem powierzchni na miejscu 494.).